# KKツィボナ
コシャルカシュキ・クルブ・ツィボナ（クロアチア語: Košarkaški klub Cibona, 英語: Basketball Club Cibona）は、クロアチアのプロバスケットボールチームである。1946年に設立され、本拠地はクロアチア・ザグレブ。ABAリーグ、クロアチア・リーグに所属する。

## 歴史
2024-25シーズンのABAリーグでは、レギュラーシーズンを15位で終えKDイリリヤとの入れ替え戦に回ることとなった。3戦方式の入れ替え戦で2敗を喫し、ABAリーグ2降格となった。

## タイトル

### 国内タイトル
- クロアチア・リーグ: 19回

1991–92, 1992–93, 1993–94, 1994–95, 1995–96, 1996–97, 1997–98, 1998–99, 1999–2000, 2000–01, 2001–02, 2003–04, 2005–06, 2006–07, 2008–09, 2009–10, 2011–12, 2012–13, 2018–19
- クロアチア・カップ: 7回

1994–95, 1995–96, 1998–99, 2000–01, 2001–02, 2008–09, 2012–13

### 国際タイトル
- ユーロリーグ: 2回

1984–85, 1985–86
- コラック・カップ: 1回

1971–72
- アドリアティック・リーグ: 1回

2013–14

## 歴代所属選手
- ダミール・マルコータ (2001-2006,2008,2014-2015,2018-2019,2020-2021)
- ボヤン・ボグダノヴィッチ （2009-2011）
- ディノ・ラジャ （2001-2002）
- ドラゼン・ペトロヴィッチ （1984-1988）
- トミスラフ・ジュブチッチ （2008-2013）
- ロコ・プルカチン (2018-2022)
- マルコ・ラムリャク （2019-2020）
- ダルコ・プラニニッチ （2020-2021）
- ロヴロ・マザリン (2022-2023)
- スヴェン・スマイラギッチ (2022-2023,2024-)
- アマル・ゲギッチ (2021-2022)
- アレクサンダル・アラニトヴィッチ (2022-2024)
- ロベルト・コバチ (2019)
- トニ・ロチャック (2024-)
- ヨシップ・ポピッチ (2021-2022)
- アラン・アンダーソン （2008-2009）
- スコッティ・レイノルズ （2016-2017, 2020-2021）
- マット・ジャニング （2013）
- シェーン・ギブソン （2019-2020）
- ロナルド・ムーア （2020）
- ネイト・ルーヴァース (2021-2022)
- アレックス・スタイン (2023)
- D.J.ストロベリー （2012-2013）
- ピーター・ジョク (2024-)
- ホセ・ビルドーサ （2021-2022）